# Jan Långben på tigerjakt
Jan Långben på tigerjakt (engelska: Tiger Trouble) är en amerikansk animerad kortfilm med Långben från 1945.

## Handling
Långben är jägare och har en elefant. Tillsammans reser de genom djungeln för att få tag i en tiger.

## Om filmen
Elefanten som är med filmen kom att dyka upp tre år senare i kortfilmen Jan Långben som djurtämjare 1948.

### Svensk distribution
Filmen hade svensk premiär den 10 december 1945 på Sture-Teatern i Stockholm och ingick i kortfilmsprogrammet Kalle Anka i högform tillsammans med sex kortfilmer till; Pluto har hundvakten, Kalle Anka packar paket, Lektion på skidor (ej Disney), Jan Långben spelar ishockey, Kalle Anka i sjönöd och Jan Långben bland indianer.
Filmen har getts ut flera gånger på svensk VHS och finns dubbad till svenska.

## Rollista
- Pinto Colvig – Långben, elefant
- James MacDonald – elefant
- Fred Shields – berättare[10]